# Más País

Logotipo alternativo

Más País (MP) fue un partido político español encuadrado dentro de la izquierda política y de tendencia progresista. Fue creado por el exportavoz de Podemos en el Congreso de los Diputados, Íñigo Errejón, con el fin de presentarse a las elecciones generales españolas de noviembre de 2019. Más País se registró como partido político el 25 de septiembre de 2019, y se presentó a las elecciones generales de España de 2023 en la coalición progresista de Sumar. 
En octubre de 2023, este partido inició su proceso de disolución para la integración de sus cuadros en la Comunidad de Madrid dentro del partido Más Madrid, y en el resto de España dentro del partido Movimiento Sumar.
El partido se posicionaba en la izquierda política del espectro político, y promovió el altermundialismo, la política verde, el progresismo, los derechos de la mujer y de las minorías sexuales, y la democracia directa.

## Historia

### Antecedentes
De cara a las elecciones municipales de 2019 en Madrid, la alcaldesa Manuela Carmena (que había concurrido a las elecciones municipales de 2015 como cabeza de lista de Ahora Madrid), anunció en septiembre de 2018 su voluntad de aspirar a un nuevo mandato, y en noviembre de 2018 se presentó una plataforma en torno a la cual configurar una candidatura para los comicios: Más Madrid. En enero de 2019, Íñigo Errejón, aspirante tentativo elegido en las primarias de Podemos para encabezar una lista de Unidas Podemos para las elecciones a la Asamblea de Madrid de 2019, anunció su alianza con Carmena. Más Madrid se registró como partido político el 7 de febrero de 2019.
La candidatura de Más Madrid encabezada por Carmena fue la candidatura más votada en las elecciones municipales en el municipio de Madrid (19 de 57 concejales) y la candidatura encabezada por Errejón la cuarta lista más votada en las elecciones regionales (20 de 132 diputados), ambas celebradas el 26 de mayo. También presentó listas para las elecciones municipales en otros municipios de la Comunidad de Madrid.

### Creación de Más País
El 22 de septiembre de 2019 las bases y dirigentes de Más Madrid aprobaron en asamblea un mandato para la participación en las elecciones generales de noviembre de 2019, anunciadas a raíz de la no articulación de una mayoría de investidura a favor de ningún candidato prospectivo a la presidencia del Gobierno acontecida tras la investidura fracasada de Pedro Sánchez en julio de 2019.[cita requerida]
El 25 de septiembre, Íñigo Errejón lanzó la plataforma, bautizada como Más País, en un acto denominado como «Hacia las generales» celebrado en la sede de UGT en el número 25 de la madrileña avenida de América. Se presentó como una iniciativa que buscaba evitar que una potencial decepción entre los votantes de centroizquierda e izquierda por el fracaso en el proceso de formación del gobierno entre el Partido Socialista Obrero Español (PSOE) y Unidas Podemos se pudiese traducir en una mayor tasa de abstención en estas elecciones. Durante la presentación de la plataforma, Errejón anunció que, con base en criterios técnicos, Más Madrid evitaría concurrir en las circunscripciones más pequeñas (de menos 7 escaños), habiéndose estimado que la posibilidad de presentar una candidatura en estas podría ser perjudicial de cara a la maximización de escaños de las fuerzas de izquierda frente al «bloque de derechas». El 27 de septiembre, los líderes de Podemos Región de Murcia, Óscar Urralburu y María Giménez, entonces diputados en la Asamblea Regional de Murcia, abandonaron Podemos y renunciaron a sus actas parlamentarias.
Jurídicamente, Más País, se configuró como un renombramiento de Más Madrid efectuado el 30 de septiembre de 2019, modificando también su ámbito a uno nacional. De cara a los comicios registró ante las juntas electorales pertinentes coaliciones con Compromís (Alicante, Castellón y Valencia), Chunta Aragonesista (Zaragoza) y EQUO (Madrid, La Coruña, Pontevedra, Murcia, Asturias, Santa Cruz de Tenerife, Las Palmas, Vizcaya, Cádiz, Granada, Málaga y Sevilla).
En octubre de 2019, Más País comenzó a recolectar el número exigido de avales (0,1 % del censo electoral en la circunscripción) para poder presentar candidatura en Barcelona. Finalmente, el 7 de octubre, Más País formalizó su candidatura en la circunscripción de Barcelona ante la Junta Electoral Central, designando a Juan Antonio Geraldés como cabeza de lista.
El 4 de octubre se anunció que Carolina Bescansa, una de las cofundadoras de Podemos, encabezaría la candidatura de Más País por La Coruña.

### Cambio de nombre a Más Madrid
El 21 de noviembre de 2020 el partido anuncia que vuelve a llamarse Más Madrid, cambiando el nombre en el registro de partidos políticos. La formación afirmó que Más País no existió nunca como un partido político, aludiendo a que siempre fue una plataforma para presentarse a nivel estatal. El cambio de nombre de Más Madrid a Más País se realizó para facilitar la presentación de candidaturas. El motivo de este cambio es debido a la decisión de consolidar el proyecto autonómico original.

### Vuelta al nombre de Más País
El 12 de febrero de 2021, el partido vuelve a inscribirse en el registro de partidos políticos como Más País, con la intención de continuar con el proyecto a nivel nacional.

### Disolución
En octubre de 2023, tras la celebración de las elecciones generales de España de 2023, todas las organizaciones territoriales de Más País (excluyendo al partido político Más Madrid) se disuelven para integrarse en Movimiento Sumar.

## Elecciones generales de noviembre de 2019
Para las elecciones generales de noviembre de 2019, de acuerdo con los modelos oficiales de constitución de coaliciones electorales presentados ante la Junta Electoral Central, éstos fueron los partidos político que se integraron en coaliciones territoriales en las distintas circunscripciones electorales: Más País, EQUO, Compromís, Chunta Aragonesista e Iniciativa del Pueblo Andaluz.
| Nombre | Nombre                        | Siglas |
| ------ | ----------------------------- | ------ |
|        | Más País                      | MP     |
|        | EQUO                          | Q      |
|        | Coalició Compromís            | CCPV   |
|        | Iniciativa del Pueblo Andaluz | IdPA   |

### Denominaciones territoriales de las candidaturas
| Logotipo                        | Nombre                                        | Siglas                           | Ámbito                                                                               |
| ------------------------------- | --------------------------------------------- | -------------------------------- | ------------------------------------------------------------------------------------ |
|                                 | Más País-Iniciativa Verds-Equo, Illes Balears | MP                               | Islas Baleares (Mallorca para el Senado)                                             |
|                                 | Més País                                      | MP                               | Barcelona                                                                            |
|                                 | Más País-EQUO                                 | MP-EQUO                          | Madrid, Murcia, La Coruña, Pontevedra, Asturias, Santa Cruz de Tenerife y Las Palmas |
| Más País-Candidatura Ecologista | Más País-EQUO                                 | Vizcaya                          |                                                                                      |
| Más País-Andalucía              | Más País-EQUO                                 | Cádiz, Granada, Málaga y Sevilla |                                                                                      |
|                                 | Més Compromís                                 | Més Compromís                    | Alicante, Castellón y Valencia                                                       |
|                                 | Más País-Chunta Aragonesista-EQUO             | MP-CHA-EQUO                      | Zaragoza                                                                             |

En las circunscripciones donde no se presentó Más País de cara a las elecciones generales de noviembre de 2019, pidieron oficialmente el voto para Unidas Podemos o equivalente según circunscripción.

## Elecciones al Parlamento de Andalucía de 2022
Más País eligió en primarias a Esperanza Gómez para que fuera su cabeza de lista, y en noviembre de 2021 llegó a acuerdos para presentarse en una candidatura conjunta con Iniciativa del Pueblo Andaluz, Andalucía por Sí y Verdes Equo Andalucía denominada Andaluces Levantaos; pero en abril de 2022 se anunció el acuerdo de la mayoría de los partidos constituyentes de Andaluces Levantaos con los de Unidas Podemos por Andalucía (IULV-CA, Podemos Andalucía y Alianza Verde) para formar una nueva coalición conjunta: Por Andalucía. Así, la candidata de Más País, Esperanza Gómez, encabezó la lista de la coalición por la circunscripción de Sevilla, consiguiendo el acta de diputada.

## Elecciones generales de 2023
En las elecciones generales de julio de 2023 Más País se integró en la coalición electoral Sumar.

## Resultados electorales

### Elecciones generales
| Comicios | Cabeza de lista | Votos   | % de votos      | Diputados | Senadores | Posición | +/- |
| -------- | --------------- | ------- | --------------- | --------- | --------- | -------- | --- |
| Nov 2019 | Íñigo Errejón   | 582 306 | \| \| 2,40 % \| | 3/350     | 0/208     | 11.º     | 2   |
|          | 2,40 %          |         |                 |           |           |          |     |